# 安德洛尼卡·杜卡斯·安格洛斯
安德洛尼卡·杜卡斯·安格洛斯（希臘語：Ανδρόνικος Δούκας Άγγελος，約1133年—約1184年），拜占庭貴族，阿歷克塞一世·科穆寧的外孫。

## 家庭
安德洛尼卡的妻子是歐芙洛緒·卡斯塔莫尼察，兩人共有5子2女：
1. 君士坦丁（英语：Constantine Komnenos Angelos）（1151年—1199年）
2. 約翰（1152年—約1222年）
3. 阿歷克塞（1153年—1211年）
4. 伊琳娜（1154年—？年）
5. 狄奧多爾（1155年—1199年）
6. 伊薩克（1156年—1204年）
7. 狄奧多拉（1160年—？年）